# Внешняя торговля Азербайджана
Внешняя торговля Азербайджана характеризуется превалированием экспорта над импортом. Значительную часть доли экспорта составляют нефть и газ.

## Общая характеристика

### Экспорт
Азербайджаном экспортируется продукция 3 386 наименований. При этом, объём экспорта распределяется поровну между частным и государственным сектором. В 2021 году 50 % экспорта осуществлено государственным сектором, 49 % экспорта — частным сектором. 1 % экспорта осуществлён физическими лицами.
Основной объём экспорта приходится на страны ЕС — 59 %. На страны СНГ приходится 8 % экспорта, на иные страны — 33 % экспорта.
88 % экспорта составляют нефть и нефтепродукты, газ.
Структура ненефтяного экспорта: пищевая промышленность — 23 %, пластмасса и изделия из неё — 16,3 %, продукция химической промышленности — 9 %, хлопок — 8 %, алюминий и изделия из него — 7 %, черные металлы и изделия из них — 4,3 %, электроэнергия — 3 %.
Основные страны экспорта: Италия — 41,7 %, Турция — 12,7 %, Россия — 4,15 %.
Осуществляется экспорт полипропилена. Планируется экспорт электроэнергии.
Осуществляется экспорт метанола в Израиль, Турцию, Италию, Словению и Грецию.
Основными экспортёрами — государственными компаниями в ненефтяном секторе являются «SOCAR Polymer», «Azəralüminium», «AzerGold», Азерэнержи, «Azərpambıq», «Azəripək», «Azərtütün».

### Импорт
В Азербайджан осуществляется импорт товаров 7 440 наименований. Основная часть импорта (78 %) осуществляется частным сектором. На долю стран СНГ приходится 25 % импорта, стран ЕС — 18 % импорта, иных стран — 57 % импорта.
17 % импорта — продовольственная продукция, 24 % — машины, механическое оборудование, 12 % — транспортные средства, 9 % — электрические приборы и оборудование, 4,5 % — изделия чёрной металлургии, 4,5 % — фармацевтическая продукция.
Основные страны импорта: Россия 17,8 %, Турция — 15,8 %, Китай — 14 %.
На 2023 год 90 % лекарств импортируется.

## Характеристика по годам

### 2024
В 2024 году общий объём товарооборота составил 47 612 100 ,86 тыс. долл США. Азербайджан осуществил торговые операции с 68 704 контрагентами из 180 стран. Из них 57 416 физических лиц, 11 288 юридических лиц. 11 042 компании являлись представителями частного сектора, 246 — государственного.
Товарооборот со странами СНГ составил 6,929 млрд долл США (14,55 % от всего товарооборота).

#### Экспорт
Объём экспорта составил 26 554 056,80 тыс. долл США. Из них продукция на 3 356 507,30 тыс. долл США (12,64 %) составляет ненефтяной экспорт.
Экспортировано 3 444 вида продукции.
Государственным сектором экспортировано продукции на 12 693 958,28 тыс. долл. США (47,80 %), частным сектором — 13 693 819,61 тыс. долл. США (51,57 %), физическими лицами — 166 278,94 тыс. долл. США (0,63 %).
63,31 % продукции экспортировано в страны ЕС, 6,4 % продукции — в страны СНГ, 30,29 % продукции — в иные страны.

#### Импорт
Объём импорта составил 21 058 044,06 тыс. долл США. Азербайджан импортировал 7 774 вида продукции.
Государственным сектором было импортировано продукции на 6 314 239,90 тыс. долл. США (29,98 %), частным сектором — 12 761 991,84 тыс. долл. США (60,60 %), физическими лицами — 1 981 812,32 тыс. долл. США (9,42 %).
24,84 % продукции импортирован из стран СНГ, 13,2 % продукции — из стран ЕС, 61,96 % продукции — из иных стран.

### 2023
Общий объём товарооборота составил 51,183 млрд долл США. 
Товарооборот со странами СНГ составил 6,422 млрд долл США. 

### 2022

#### Экспорт
92,01 % экспорта в 2022 году составила нефтегазовая продукция. Из них 51,08 % — экспорт сырой нефти, 39,29 % — экспорт газа.
Объём ненефтяного экспорта в 2022 году составил 3 млрд. 047 млн. долл. Экспорт ненефтегазовой продукции составил 7,99 %.
Общий объём экспорта составил 38 146 629,67 тыс. долл. США.

#### Импорт
В 2022 году общий объём импорта составил 14 539 858,53 тыс. долл. США.
16,25 % импорта составила пищевая продукция, 19,89 % — машины, механизмы, оборудование, электрические аппараты. 12,18 % — транспортные средства, 7,15 % — чёрные металлы и изделия из них, 4,49 % — фармацевтическая продукция.

### 2021

#### Экспорт
В 2021 году 87,78 % экспорта составила нефтегазовая продукция. Из них 59,53 % — экспорт сырой нефти, 24,92 % — экспорт газа.
Экспорт ненефтегазовой продукции составил 12,22 %.
Общий объём экспорта составил 22 206 671,12 тыс. долл. США.
Объём внешней торговли в 2021 году составил 33 млрд 912 млн долл. США. Из них — 22 млрд 207 млн долл. — экспорт, 11 млрд 706 млн долл. — импорт.
В 2021 году доля экспорта составила 65,48 %, тогда как доля импорта — 34,52 %.

#### Импорт
В 2021 году общий объём импорта составил 11 705 786,68 тыс. долл. США.
16,49 % импорта составила пищевая продукция, 23,49 % — машины, механизмы, оборудование, электрические аппараты. 11,47 % — транспортные средства, 7,41 % — чёрные металлы и изделия из них, 4,52 % — фармацевтическая продукция.

#### Сектор услуг
В 2021 году Азербайджан посетило 790 062 туристов. В 2020 году — 795 761 чел. В 2019 году — 3 млн 167 904 чел. Основной туристический поток приходит из России, Турции, Ирана, ОАЭ, Индии, Великобритании, Германии.

### 2020
В 2020 году внешнеторговый оборот составил 22,7 млрд. долл. В нефтегазовом секторе - профицит в 8,9 млрд. долл., в ненефтяном секторе - дефицит в размере 6,4 млрд. долл. Внешняя торговля производилась со 183 странами.

#### Экспорт
В 2020 году 86,53 % экспорта составила нефтегазовая продукция. Из них 68,15 % —сырой нефти, 15,94 % — экспорт газа.
Экспорт ненефтегазовой продукции составил 13,47 %.
Общий объём экспорта составил 13 740 567,63 тыс. долл. США.
В 2020 году объём внешней торговли составил 24 млрд 471 млн долл. Из них экспорт составил 13 млрд 741 млн долл. США. Импорт — 10 млрд 730 млн долл.
В структуре экспорта — нефтяная продукция - 10,8 млрд. долл. Из них экспорт чистой нефти — 8,2 млрд. долл. 0,4 млрд. долл. — продукты нефтепереработки, ненефтяная продукция — 1,8 млрд. долл.

#### Импорт
В 2020 году общий объём импорта составил 10 730 720,22 тыс. долл. США.
15,29 % импорта составила пищевая продукция, 23,63 % — машины, механизмы, оборудование, электрические аппараты. 14,43 % — транспортные средства, 8,82 % — чёрные металлы и изделия из них, 3,51 % — фармацевтическая продукция.
В структуре импорта: потребительские товары — 4,3 млрд. долл. Из них 1,5 млрд. долл. — продовольственные товары. В том числе фармацевтическая продукция (27,2%), мебель (23,9), металлы (22,6%), мыло и моющие средства (22,5%), изделия из стекла и камня (14,6%), сахар (14,3%), овощи (13,8%), продукция зерноводства (10,1%), изделия из дерева (9,3%), изделия из бумаги (0,9%), средства железнодорожного транспорта.

### 2017

#### Экспорт
В 2017 году Азербайджан экспортировал продукцию на общую сумму $14.3 млрд. Нефть составляют около 82% всего экспорта. Помимо этого на экспорт идёт природный газ, нефтепродукты, продукция машиностроительной отрасли, сельского хозяйства. Главные импортёры: Италия 33%, Турция 8,5%, Канада 5,5%, Чехия 5,4%, Германия 4,9%. Доля России — ок. 1,4%
По данным Федеральной торговой службы (ФТС) России, по итогам 2014 года уровень товарооборота между Азербайджаном и Россией составил 6 702,5 миллионов долларов, увеличившись по сравнению с 2013 годом на 39,3 процентов.
Из-за высокой зависимости экономики от продажи энергоресурсов, экспорт Азербайджана имеет очень высокую волатильность.

#### Импорт
В 2017 году Азербайджан импортировал продукции на общую сумму $8.1 млрд. Структура импорта: автомобили ($312 млн.), нефтепродукты ($245 млн.), пшеница ($219 млн.), медикаменты ($212 млн.), вещательное оборудование ($158 млн.) Основные экспортёры в Азербайджан: Россия — 17%, Турция — 15%, Китай — 9,7%, Германия — 5,6% и Украина — 5,1%.

## Статистика

### Таблица экспорта
| Год  | Объём (тыс. долл.) |
| ---- | ------------------ |
| 2014 | 28 259 629         |
| 2015 | 15 586 052         |
| 2016 | 13 210 511         |
| 2017 | 15 152 059         |
| 2018 | 20 793 769         |
| 2019 | 19 868 261         |
| 2020 | 13 740 567,63      |
| 2021 | 22 206 671,12      |
| 2022 | 38 146 629,67      |
| 2024 | 26 554 056,80      |

### Таблица импорта
| Год  | Объём (тыс. долл.) |
| ---- | ------------------ |
| 2014 | 9 332 001          |
| 2015 | 9 773 629          |
| 2016 | 9 004 176          |
| 2017 | 9 037 316          |
| 2018 | 10 952 441         |
| 2019 | 11 335 316         |
| 2020 | 10 730 720,22      |
| 2021 | 11 705 786,68      |
| 2022 | 14 539 858,53      |
| 2023 | 17 285 000         |
| 2024 | 21 058 044,06      |